# Азбука-Аттикус
Издательская группа «Азбука-Аттикус» — одна из крупнейших книгоиздательских групп в России. По оценке Российской книжной палаты в 2017 году группа заняла 4-е место по количеству выпущенных наименований книг. В 2011 году выручка достигла почти $45 млн. Основные направления — русская и зарубежная классика, современная отечественная и переводная художественная литература, детская литература, иллюстрированные словари и справочники в области истории и искусства.
Основана в июне 2008 года после объединения издательства «Азбука» с издательской группой «Аттикус-Паблишинг» российского предпринимателя Александра Мамута, включавшей издательства «Иностранка», «КоЛибри» и «Махаон». Кроме А. Мамута, совладельцами стали Максим Крютченко (основатель издательства «Азбука»), Аркадий Витрук (генеральный директор «Азбуки-Аттикуса» до 2012 года), Сергей Пархоменко (бывший директор «Иностранки») и его супруга Варвара Горностаева (бывший главный редактор «Иностранки»). С момента основания и до конца 2008 года главным редактором группы был Сергей Пархоменко, главным редактором «Иностранки» и «КоЛибри» была Варвара Горностаева. С 2008 года главным редактором был Алексей Гордин, с 2012 года — Александр Жикаренцев.
В 2011 году французская компания Lagardere (владелец бренда Hachette) приобрела 25 % акций группы + 1 акция с возможностью выкупить контрольный пакет до осени 2014 года. В то же время в 2011—2012 годах Александр Мамут выкупил доли всех миноритарных акционеров и по состоянию на начало 2013 его доля в компании составляла 75 % минус одна акция.
В состав группы в настоящий момент входят четыре издательства, каждое специализируется на определенных нишах книжного рынка:
- «Азбука» — русская и зарубежная классика, современная художественная литература, фэнтези и фантастика, культурология, искусство, книги для детей, комиксы и манга.
- «Иностранка» — эталонная переводная проза и беллетристика.
- «КоЛибри» — биографии, мемуары, исторические монографии, кулинария, психология, бизнес, творчество.
- «Махаон» — книги для детей всех возрастных категорий: от первых стихов и сказок до книг Кира Булычева, а также красочные атласы и энциклопедии знаний.

После введения санкций «Азбуке-Аттикус» удалось не только сохранить бизнес, но и успешно развиваться на Украине: продажи выросли до 10 % в общей выручке.
Объём выпуска за последние годы по данным РКП:
| Год  | Кол-во назв. книг и брошюр         | Общий тираж, тыс. экз.                     |
| ---- | ---------------------------------- | ------------------------------------------ |
| 2018 | 3046                               | 16 041                                     |
| 2016 | 2887                               | 16 432.5                                   |
| 2015 | 2274                               | 15 849.9                                   |
| 2014 | 2231                               | 16 964.8                                   |
| 2013 | 1744                               | 13 259.8                                   |
| 2012 | 1852                               | 15 244.3                                   |
| 2011 | 1496                               | 11 216.5                                   |
| 2010 | 1480 (860 — Аттикус, 621 — Азбука) | 14 913,2 (9875.2 — Аттикус, 5038 — Азбука) |